# توماش ویلنزک
توماش ویلنزک (لهستانی: Tomasz Wylenżek؛ زادهٔ ۹ ژانویهٔ ۱۹۸۳) قایقران کانو لهستان‌تبار اهل آلمان بود.